# 刑務所図書館

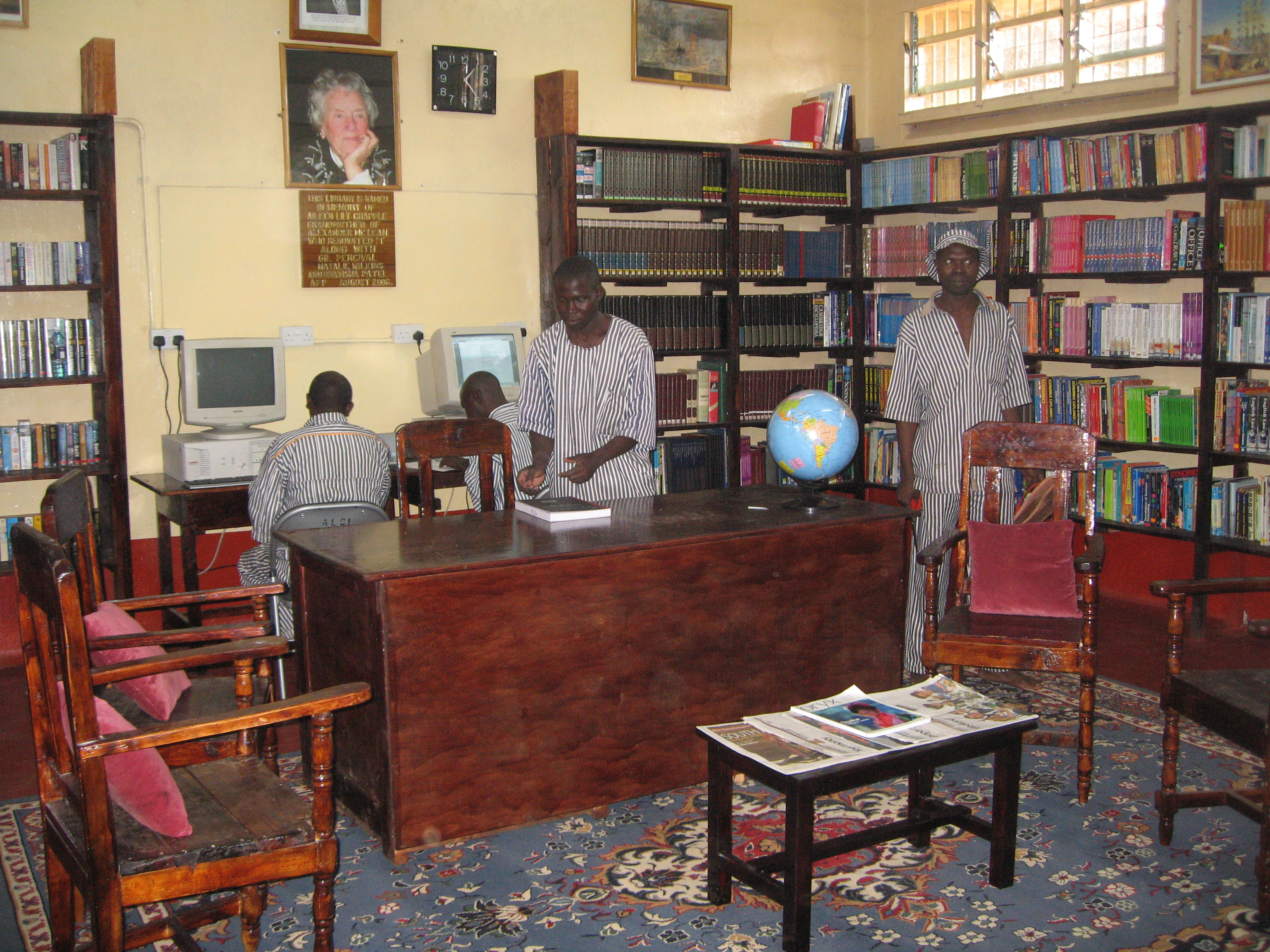
刑務所図書館

刑務所図書館（けいむしょとしょかん、英:prison library）は、刑務所、拘置所、少年院、教護院等の矯正施設に設置される図書館である。
また、矯正施設被収容者に対し、資料の提供を通じ、情報、教養、文化、娯楽を供するとともに、矯正施設の教育的設置趣旨に照らし、その教育、社会復帰の援助に資する図書館であるとされている。
運営形態として、
1. 刑事施設が完全に独立して運営する
2. ボランティアが運営する
3. 公共図書館の協力のもと運営する

場合の三種が挙げられる。

## 日本における刑務所図書館
2014年現在の現行法である「刑事収容施設及び被収容者等の処遇に関する法律」では、
とあるように、被収容者の処遇について、人権を尊重することを謳っており、被収容者の権利義務を明確にした。被収容者の読書環境に関わる規定として、「第八節　書籍等の閲覧」を設け、自弁の書籍等の閲覧、新聞紙に関する制限、時事の報道に接する機会の付与等について規定している。第七十二条では、刑事施設の長に、刑事施設に書籍等を備え付ける義務を課している。ただし、図書館と呼べるレベルの刑務所図書館を有する矯正施設は極僅かで、多くの刑務所図書館は図書室レベルに留まる。
日本の刑務所図書館、あるいは読書施設に関する調査はあまり行われていないため、現状を全国的に把握するのは難しい。しかし、通常は開架式又は閉架式の図書室を設け、そこに被収容者を連行し、図書カード等を用いて貸し出しをする方法が採られている。また各居室棟や工場の食堂内に図書コーナーを設置して自由に貸し出す方法などもある。
後述する海外の刑務所図書館の現状とは異なり、図書や閲覧できる部屋等が十分に設けられているとはいえず、実質的な読書環境の整備は進んでいない。実際に、法務省が行っている「受刑者に対する釈放時アンケート（平成24年度分）」では、各種の教育（改善指導等）のうち、図書（官本）について受刑者にたずねたところ、「種類の不足」という意見が男女とも50%以上を占めており、女子においては「本を選ぶ時間が短かった」という指摘が多くみられた 。

### 刑事施設が用意する書籍
| 施設名         | 日本十進分類法 | 日本十進分類法 | 日本十進分類法 | 日本十進分類法 | 日本十進分類法 | 日本十進分類法 | 日本十進分類法 | 日本十進分類法 | 日本十進分類法 | 日本十進分類法 | 外国語図書 | 合計  |
| 施設名         | 総記           | 哲学           | 歴史           | 社会科学       | 自然科学       | 技術           | 産業           | 芸術           | 言語           | 文学           | 外国語図書 | 合計  |
| -------------- | -------------- | -------------- | -------------- | -------------- | -------------- | -------------- | -------------- | -------------- | -------------- | -------------- | ---------- | ----- |
| 東京拘置所     | 384            | 212            | 587            | 647            | 394            | 186            | 199            | 5314           | 399            | 10059          | 5160       | 23541 |
| 東京拘置所     | 1.6%           | 0.9%           | 2.5%           | 2.7%           | 1.7%           | 0.8%           | 0.8%           | 22.6%          | 1.7%           | 42.7%          | 21.9%      | 100%  |
| 静岡刑務所     | 213            | 834            | 782            | 2780           | 798            | 797            | 502            | 3761           | 3014           | 11907          | 2090       | 27478 |
| 静岡刑務所     | 0.8%           | 3.0%           | 2.8%           | 10.1%          | 2.9%           | 2.9%           | 1.8%           | 13.7%          | 11.0%          | 43.3%          | 7.6%       | 100%  |
| 姫路少年刑務所 | 87             | 628            | 521            | 723            | 299            | 337            | 305            | 409            | 362            | 9075           | N/A        | 12746 |
| 姫路少年刑務所 | 0.7%           | 4.9%           | 4.1%           | 5.7%           | 2.3%           | 2.6%           | 2.4%           | 3.2%           | 2.8%           | 71.2%          | N/A        | 100%  |

2014年現在、刑務所図書館に備え付けられる書籍についての細則は「被収容者の書籍等の閲覧に関する訓令 」で定められている。これによれば、
としている。このような、備え付ける図書の方向性を示した規則は、監獄法改正以降に初めて示された。なお、被収容者が購入する私本は勿論、刑務所図書館に備え付けられる官本も検閲の対象となる。「被収容者の書籍等の閲覧に関する訓令 」が2006年に定められる以前は，「収容者に閲読させる図書、新聞紙等取扱規程」が用いられていた。

### 貸出冊数・貸出期間
| 名称           | 貸出冊数     | 貸出冊数     | 貸出期間     | 貸出期間      |
| 名称           | 一般貸与官本 | 特別貸与官本 | 一般貸与官本 | 特別貸与官本  |
| -------------- | ------------ | ------------ | ------------ | ------------- |
| 市原刑務所     | 3冊          | 3冊          | 1週間        | 1週間         |
| 静岡刑務所     | 3冊          | 7冊          | 原則1週間    | おおむね1週間 |
| 川越少年刑務所 | 3冊          | 3冊          | 1週間        | 1週間         |
| 姫路少年刑務所 | 3冊          | 2冊          | 1週間        | 1ヶ月         |
| 東京拘置所     | 3冊          | 3冊          | 2週間        | 3ヶ月         |
| 広島拘置所     | 3冊          | 3冊          | 1ヶ月        | 3ヶ月         |

貸出冊数は、古い規程によれば3冊以内であったが、現行規程では最低2冊、上限は刑事施設の長が定めるとしており、貸出期限も「おおむね1月以内」を目安に刑事施設の長が定めるとしている。実際の運用は、刑事施設によって大きく異なる。

### 閲覧
新聞は、居住区で回覧させる形式が殆どであるが、一部の刑事施設では図書室を設置し、そこで閲覧させている。また、公衆の場に掲示させるものも見られる。
一方書籍は、前述の様な図書室を備えた刑事施設以外では、自身の部屋で閲覧する。
刑事収容施設法第百五十条第一項では被収容者への懲罰を認めており、その懲罰の具体的内容は第百五十一条の各項各号で定められている。書籍等の閲覧に関する懲罰内容は、改正で最長三月から30日(条件を満たした閉居罰については60日)と短縮された。

## 日本以外の刑務所図書館
1991年にIFLA（国際図書館連盟）によって「矯正施設被拘禁者に対する図書館サービスのためのガイドライン」が作成され，国際レベルの図書館基準が示された。
　このガイドラインは2005年の第三版、2023年2月に第四版が刊行された。しかし、刑務所図書館の規模や形態等はいまだ国によって異なっているため、付録として、ほとんどの環境下で達成可能と考えられる最低基準のセクションが設けられている。例えば、アメリカやヨーロッパ諸国の刑事施設において、刑務所図書館は広い普及をみている。

### イギリス
イギリスでは1999年刑務所規則(英:The Prison Rules 1999)によって

と定められている。また、2000年青少年犯罪者施設規則(英:The Young Offender Institution Rules 2000)でも
のように、定めている。
　また、専門の図書館員を置くことを強く勧告し、その最低限度を定めるガイドラインが存在していることも特徴的である。
　2008年現在、140の刑事施設がイギリスには存在し、それら全てには図書館の設置がされている。さらに、民営施設の2刑務所と129の官営刑務所の刑務所図書館は刑務所の立地する区域を管轄する公共図書館行政庁(英:public library authority)と締結した、サービスレベル協定(英:service level agreement)によって公共図書館行政庁が運営している。
　CILIP（en:CILIP,英国図書館・情報専門家協会）の刑務所図書館グループが様々な活動において積極的なサポートを行っており、刑務所や青少年犯罪者収容所の図書館や図書館員の際立った功績を称えるための刑務所図書館アワードも創設されている。

### アメリカ
19世紀前後から宗教的な献身とふるまいの矯正を目的として聖職者の運営する刑務所図書館が設けられており、ALA（アメリカ図書館協会）によって1915年に最初の刑務所図書館のマニュアルが出版されたほか、1920年代末には全国刑罰情報協会（National Society of Penal Information）が刑務所図書館の全国調査を実施していた。
　時代とともに位置づけは変化し、現在では、被収容者が社会復帰のために必要なスキルを身に着け、再犯率を減少させるうえで重要な役割を果たしている。また、メリーランド州のジェサップ刑務所での、面会日に被収容者が自身の子どもや孫に対して読み聞かせを行うプログラムが開始されるという例に見られるように、被収容者の家族も図書館サービスの対象とされている。
　また、アメリカ最大の刑務所であるにもかかわらず図書館の設置されていなかったアルゲニー群刑務所への図書館設置に向けた取り組みがピッツバーグ・カーネギー図書館によって開始されるなど、公共図書館による刑務所図書館に対する働きかけも行われている。
　アメリカ図書館協会（ALA）の部会であるAssociation of Specialized and Cooperative Library Agencies （ASCLA）が、各種ガイドラインの提供など刑務所での図書館サービスのための支援を行っている。
2010年に採択された『受刑者の読む権利』では、セキュリティや違法性に関わるリスクを除いて検閲に当たる情報アクセスの制限を避け、可能な限り図書館の自由に関する宣言に沿った蔵書管理を要求している。また、図書館の中立性を保つため、図書資源の購入に際して図書館員が施設側の審査や承認を受けることなく、受刑者のニーズに応じた購入を行うことを求めている。

### カナダ
カナダでは、矯正保護法第3条によって、連邦刑務所は「刑務所および社会においてさまざまな企画を実行し、犯罪者が法を守る社会人として再び社会において活動できるように、受刑者の社会復帰を援助する」ことを定められており、この社会復帰のための活動のために必要な情報を受刑者に提供する機関として、図書館の重要性が高いと指摘されている。
　2003年に発表された刑務所図書館を対象とした調査では、カナダの刑務所図書館の特徴として、被収容者が管理に大きく貢献していること、蔵書を充実させるための資金が不足していること、インターネットや参考図書、教育教材などが利用できないために被収容者に情報が不足することなどが明らかになった。

### ドイツ
すべての図書館で専門の図書館員が採用されているわけではないが、レクリエーションを提供し、教育を支援し、被収容者の個人的な発達を支援することを目的としてほとんどの刑務所が図書館を有しており、全ての被収容者が図書館にアクセスする権利を持っている 。また、2007年には、ドイツ図書館協会（GLA）等が授与する図書館オブ・ザ・イヤーを刑務所図書館が受賞している。